# Christo Anastas Dako
Christo Anastas Dako, född den 21 december 1878 i Korça i Albanien, död den 26 december 1941, var en albansk-amerikansk journalist och aktivist.
Som student i Bukarest i Rumänien involverades han i den nationalistiska rörelsen och fängslades på grund av sin aktivistiska verksamhet. Han utvandrade 1907 till USA. I USA kämpade han mot Fan Noli för ledarskapet över det albanska samfundet i Massachusetts. 1913 blev han överhuvud för den albanska immigrantorganisationen Vatra Federation och redaktör för dess tidning Dielli, som gavs ut veckovis. Han var även redaktör för en kortlivad tidskrift, Biblioteka, zëri i Shqipërisë.
Dako skrev skolmaterial och böcker om politisk historia, vilket ogillades av det stalinistiska Albanien. Han var gift med Sevasti Qiriazi, en albansk förkämparinna för kvinnors utbildning.